# Árpád Érsek
Árpád Érsek, né le 22 juin 1958, est un homme politique slovaque, membre du parti MOST-HÍD. Il est ministre des Transports, des Travaux publics et du Développement régional entre 2016 et 2020.